# Richard Gariseb
Richard Gariseb (* 3. Februar 1980 in Okahandja) ist ein namibischer Fußballspieler der Orlando Pirates Windhoek.

## Karriere

### Verein
Gariseb begann seine Profikarriere bei den Orlando Pirates Windhoek. Dort spielte er bis 2005, ehe er zu Ligakonkurrent Bidvest Wits wechselte. Nach zwei Spielzeiten zog es ihn wieder nach Windhoek, wo Gariseb aber nur ein kurzes Gastspiel gab. Bald darauf transferierte der Abwehrspieler erneut zu den Bidvest Wits. 2009 heuerte er leihweise wieder bei den Pirates an.

### Nationalmannschaft
Gariseb spielt seit 2001 für die Namibische Fußballnationalmannschaft. 2008 nahm er mit der namibischen Landesauswahl an den Afrikameisterschaften teil. In den drei Vorrundenpartien kam er immer zum Einsatz und verpasste keine Minute.